# Gordodon kraineri
Gordodon kraineri — вид пелікозаврів родини Edaphosauridae, що існував у ранньому пермі (298 млн років тому). Викопні рештки знайдені в американському штаті Нью-Мексико. Відомий з черепа, нижньої щелепи та неповного посткраніального скелета (п'ять шийних хребців, чотири повні дорсальні хребці, 12 неповних спинних хребців, фрагменти п'яти шийних і п'ять дорсальних реберних пар, частини правої і лівої ключиць і лопаток). Рептилія сягала 1,5 м завдовжки. Вид названо на честь палеонтолога Карла Крайнера за його внесок у дослідження пізньої палеозойської геології і палеонтології Нью-Мексико.